# Cin Ci La
Cin Ci La, (o più precisamente, come da partitura originale, Cin-Ci-La; o anche, in alcune fonti bibliografiche imprecise, Cin-Ci-Là e Cincillà) è un'operetta in tre atti di Carlo Lombardo e Virgilio Ranzato, rappresentata per la prima volta il 18 dicembre 1925 al Teatro Dal Verme di Milano.

## Trama
A Macao, in epoca contemporanea (del 1925), la giovane e timida principessa Myosotis, il cui svago principale è ancora giocare con le bambole, ha sposato l’altrettanto timido e imbranato principe Ciclamino, ma né l’una né l’altro hanno la minima idea di che cosa sia il sesso e non sono nemmeno in grado di consumare il matrimonio. È un problema non solo per la dinastia, ma per tutta Macao, poiché vi è in uso il Ciun-Ki-Sin, ossia il periodo in cui ogni divertimento e ogni attività lavorativa vengono sospesi dal momento delle nozze dei prìncipi fino al momento in cui il loro matrimonio viene effettivamente consumato.
In città arrivano però da Parigi, per girare un film, la vivace e spregiudicata attrice francese Cin-Ci-La e il suo eterno corteggiatore Petit-Gris. Il mandarino di Macao, Fon-Ki, padre di Myosotis, decide di affidare i due imbranatissimi giovani cinesi alle cure sentimentali (e non soltanto sentimentali) dei due europei. Questi svolgono fin troppo bene il loro compito, perché il principe Ciclamino si innamora di Cin-Ci-La e Myosotis sembra attratta da Petit-Gris. I giovani prìncipi vengono svezzati sessualmente, ma ci vorranno tutta l’abilità e tutto il fascino di Cin-Ci-La per spiegar loro che d’ora in avanti dovranno arrangiarsi tra loro e rivolgere all’interno della coppia e del matrimonio le rispettive attenzioni. Myosotis e Ciclamino si innamorano finalmente l’uno dell’altra e Macao può festeggiare la fine del Ciun-Ki-Sin e il ritorno alla bella vita. Cin-Ci-La, ultimato il film, se ne torna a Parigi con Petit-Gris (che continuerà a corteggiarla, probabilmente senza successo come sempre).

## Genesi, libretto e musica
Come per Il Paese dei Campanelli, l’impresario-musicista-librettista Carlo Lombardo aveva pensato in un primo tempo di affidare la musica di Cin-Ci-La a Giacomo Puccini (a maggior ragione in quanto autore di un’opera “orientale” come Madama Butterfly) e aveva ottenuto da lui un assenso di massima. Ma Puccini morì prima che se ne potesse riparlare e Lombardo affidò nuovamente la musica a Virgilio Ranzato, visto anche il grande successo ottenuto due anni prima, nel 1923, con Il Paese dei Campanelli.
Benché la maggior parte della partitura di Cin-Ci-La si debba a Ranzato, anche Lombardo – come quasi sempre faceva – mise mano nella musica. In linea di massima, i brani più lirici si devono a Ranzato, che era stato primo violino della Scala, quelli più brillanti e canzonettistici a Lombardo. A detta del figlio di quest’ultimo, Felice (ma si tratta, ovviamente, di una testimonianza di parte), il brano più famoso dell’operetta, il duetto «O Cin-Ci-La!», sarebbe stato scritto proprio da Lombardo. Lo spartito originale dell’operetta è dedicato, sul frontespizio interno, a Benito Mussolini, a cui Ranzato avrebbe voluto dedicare già Il Paese dei Campanelli, ma aveva incontrato l’opposizione di Lombardo.
Cin-Ci-La, per quanto divenuta poi popolare come e più del Paese dei Campanelli, ne è una sorta di copia, tuttavia un po’ meno felice sia dal punto di vista musicale sia dal punto di vista del libretto, abbastanza sciocco, che punta sulla futilità più smaccata: «Cin-Ci-La è soltanto l’occasione per l’inserimento di motivetti ritmati, capricciosi, atti a blandire più il piacere della ripetizione e della memoria che non quello della fantasia». Come nel Paese dei Campanelli, dove c’erano dei campanelli che suonavano fuori dalle case in cui avvenivano tradimenti coniugali, qui c’è addirittura un carillon, che suona però, con intenti diametralmente opposti, fuori dalla residenza dei prìncipi per segnalare al popolo di Macao la consumazione del loro legittimo matrimonio.

Anche se non mancano arie, duetti e terzetti più prettamente lirici (L’ultima bambola, La favola delle tortore, La canzone della margherita), i brani più famosi e tutto sommato più riusciti di Cin-Ci-la sono quelli brillanti, ormai sempre più ai confini con la commedia musicale e la rivista: l’entrata festosa di Cin-Ci-La («Rose! Noi siam la gaia primavera occidental»), il duetto comico della boxe (Boxe e amore, che si conclude con Cin-Ci-la che, pur armata di regolari guantoni, mette k.o. Petit-Gris con un bacio) e soprattutto il duetto comico del 2° atto, «O Cin-Ci-La!», il più famoso e uno dei più felici della storia dell’operetta italiana, con il suo proverbiale ritornello:
«O Cin-Ci-La, o Cin-Ci-La,
mordi, rosicchia, divora,
tormenta pur chi ti vuol bene,

di fiori son le tue catene».
Pur con i suoi limiti soprattutto di libretto, Cin-Ci-La resta con Il Paese dei Campanelli la più rappresentata delle operette italiane, mai uscita di repertorio, e il culmine della carriera e della fortuna popolare di Carlo Lombardo e Virgilio Ranzato, anche se i due autori riproporranno la stessa formula, con minor successo, in altre operette successive, come La città rosa, Cri-Cri, I merletti di Burano e La duchessa di Hollywood.

## Brani musicali
- Coro d’introduzione («Quando il giorno morirà»)
- Entrata dei soldati cinesi («Nascondon giubbe e fregi d’or»)
- L’ultima bambola, coro delle damigelle e aria d’entrata di Myosotis («O bambolina mia perché»)
- Entrata di Cin-Ci-La e coro («Rose! Noi siam la gaia primavera occidental»)
- Blues del carillon [Cin-Ci-La] («Notte è già, carillon, fin che udremo il tuo suon»)
- Duetto comico della boxe [Cin-Ci-La / Petit-Gris] («Piccadilly... dilli... dilli...»)
- La favola delle tortore, duetto Myosotis / Ciclamino («Nel Pen-Ci-Li la fiaba racconta»)
- Finale I («Alta già è la luna in ciel»)
- Coro («Oh calma, oh pace»)
- Duetto comico Cin-Ci-La / Petit-Gris («O, Cin-Ci-La, mordi, rosicchia, divora»)
- Musica di scena e piccolo refrain dei baci
- Canzone della margherita, terzetto Cin-Ci-La / Myosotis / Ciclamino («Tra le siepi di mimose»)
- Fox delle lanterne, quartetto Cin-Ci-La / Petit-Gris / Myosotis / Ciclamino («Fugge Liù sgomenta»)
- Le cinesine europeizzate, canzone di Cin-Ci-La con coro («O cinesine mie, così così si fa»)
- Finale II («Felicità, t’ha raggiunta il mio cuor»)
- Introduzione atto III e Gavotta delle lucciole
- Terzetto dell’eco [Cin-Ci-La / Ciclamino / Myosotis]
- Duetto Cin-Ci-La / Petit-Gris («Io sognavo una piccola casa al sol»)
- Finale III («E quando lieto verrà»)

## Edizioni
Cin-Ci-La andò in scena al Teatro Dal Verme di Milano il 18 dicembre 1925, sotto la direzione dello stesso Ranzato, protagonisti Nella Regini (la bellissima diva numero 1 dell’operetta italiana di quegli anni, già protagonista del Paese dei Campanelli) e Renato Trucchi. Fu un grandissimo successo. Come scrisse il quotidiano milanese L’Ambrosiano: «Dieci chiamate al primo atto, dieci al secondo, cinque al terzo, applausi a scena aperta, bis, acclamazioni agli autori ed agli interpreti».
Tra le altre edizioni storiche si ricordano quella andata in scena Il 24 aprile 1926 al Teatro Reinach di Parma con la Compagnia di operette "La Lombardiana"; e quella andata in scena il 7 febbraio 1927 al Teatro La Fenice di Venezia con la Compagnia dei Grandi Spettacoli d'Arte Operettistica di Ines Lidelba, Nella De Campi, Nuto Navarrini e Carlo Rizzo.
Cin-Ci-La ha poi continuato a essere rappresentata, sia nei teatri lirici, sia soprattutto dalle compagnie di giro, di cui è sempre stato un cavallo di battaglia. Non sempre, però, come d’abitudine purtroppo delle edizioni italiane di operette, lo spartito originale è stato rispettato. Lo storico (nonché, a suo tempo, interprete) dell’operetta Ernesto G. Oppicelli scriveva, a proposito di Cin-Ci-La e della sua musica: «Belle le orchestrazioni, che molti anni dopo, a Trieste, si riterrà opportuno ristrumentare ignobilmente».
Sono tuttavia numerose le edizioni andate in scena a Trieste: quella del 1954 del Teatro Verdi al Castello di San Giusto con Edda Vincenzi (Myosotis) ed Elvio Calderoni (Petit-Gris) diretti da Cesare Gallino; quella del 1972 del Teatro Stabile al Politeama Rossetti con Miranda Martino, Sergio Tedesco, Sandro Massimini e la regia di Gino Landi; quella del 1977, sempre al Politeama Rossetti, con Aurora Banfi, Sandro Massimini e Orazio Bobbio diretta da Enrico De Mori per la regia ancora di Gino Landi; e quelle del 1998 e del 2008 del Teatro Lirico Giuseppe Verdi con Maurizio Micheli e la regia di Maurizio Nichetti.
Un frammento dell'operetta (il duetto "O Cin-Ci-la", non però in versione duetto, e in un'esecuzione volutamente disastrosa), si vede nel film di Lina Wertmüller del 1990 Sabato, domenica e lunedì. 

## LP, CD & DVD
- Cin-Ci-La, con Romana Righetti e Carlo Pierangeli, direttore Cesare Gallino [selezione] (LP Fonit-Cetra, 1976).
- Cin-Ci-La, con Maurizio Micheli ed Elena Rossi, direttore Elisabetta Maschio, regia di Maurizio Nichetti, 2008 (DVD, 2009).